# Aree naturali protette della Sardegna

Mappa delle aree protette della Sardegna.

Le aree naturali protette della Sardegna comprendono tre parchi nazionali e diversi parchi regionali, riserve naturali ed oasi minori.
Il territorio rappresenta un'importante risorsa per la Sardegna. Con la legge quadro n. 31 del 7 giugno 1989 sono state definite le finalità e le modalità di istituzione e gestione delle aree naturali da tutelare, individuando 8 parchi regionali, 60 aree protette, 24 monumenti naturali e 16 aree di rilevante interesse naturalistico. A queste aree si aggiungono le oasi del WWF, organizzazione da tempo attivamente presente nell'Isola.

## Parchi nazionali

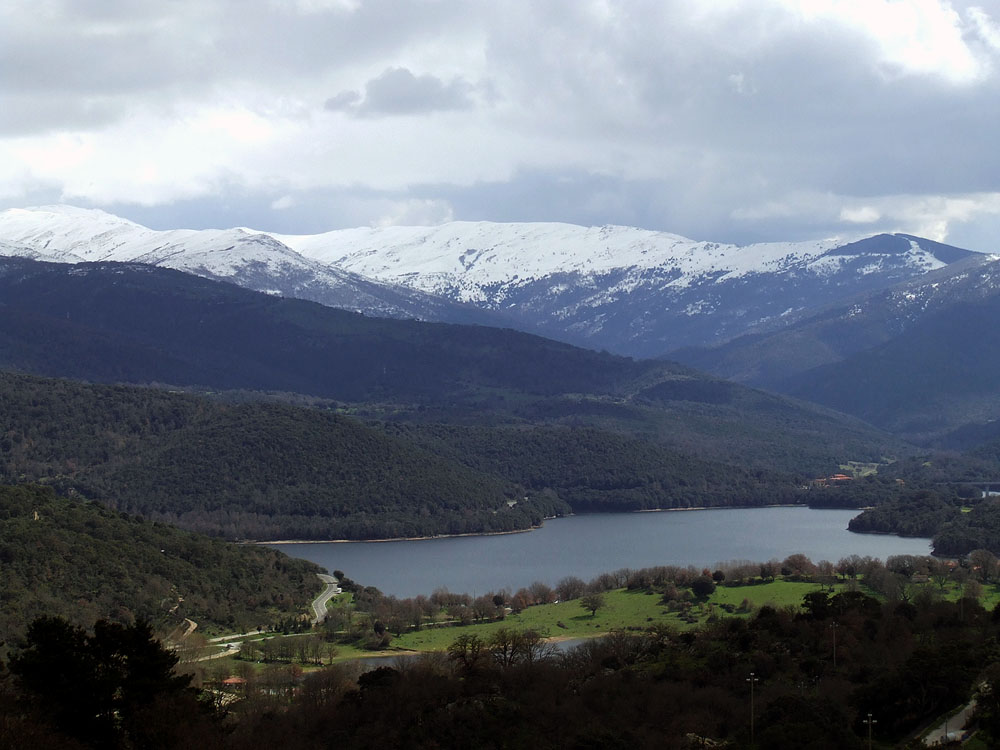
Vista delle montagne del Gennargentu.

In Sardegna sono stati istituiti tre parchi nazionali, inseriti nell'elenco ufficiale del Ministero dell'ambiente:
- il parco nazionale Arcipelago di La Maddalena;
- il parco nazionale dell'Asinara;
- il parco nazionale del Golfo di Orosei e del Gennargentu.

Per quanto riguarda il parco nazionale del Golfo di Orosei e del Gennargentu vanno citate le difficoltà riscontrate nella fase di istituzione dell'area protetta e legate alle resistenze ed alla contrarietà delle comunità locali, che non furono coinvolte nella fase decisionale che avrebbe portato alla perimetrazione del Parco. Questo dissenso era dovuto al fatto che alcuni dei comuni interessati avrebbero avuto una buona parte del loro territorio sottoposto a tutela, con vincoli incerti sulle attività produttive praticabili e sull'ammontare dei finanziamenti previsti per le attività compatibili con il progetto del parco. A queste critiche si aggiungeva la scarsa rappresentanza che le popolazioni locali avrebbero avuto nel Consiglio direttivo del parco, con cinque componenti su un totale di dodici.
Nel 2008, con la sentenza numero 626 emessa dal Tribunale amministrativo regionale della Sardegna, è stato dichiarato improcedibile il ricorso per l'annullamento del decreto istitutivo del parco nazionale del Golfo di Orosei e del Gennargentu. Tale decisione è stata presa in seguito alle modifiche introdotte dalla legge numero 266/2005, che prevedono l'applicazione delle misure di tutela disposte dal decreto istitutivo del parco, solamente previa intesa tra lo Stato e la regione Sardegna.

## Parchi regionali

Mappa dei parchi regionali e dei monumenti naturali non istituiti.

Nel 2009, 31, fu prevista l'istituzione di nove parchi regionali in altrettante aree di grande interesse naturalistico. A distanza di anni la maggior parte di questi parchi non è diventata operativa. Per alcuni vige ancora lo status di parco in via di istituzione (per esempio il parco naturale regionale del Monte Arci) mentre per altri sono in corso provvedimenti istitutivi alternativi che ne modificano l'estensione, le finalità e la forma di gestione (per esempio il parco del Sulcis vedrà dimezzata la sua estensione e assumerà la denominazione di "parco regionale di Gutturu Mannu"). A questi parchi si è aggiunta un'istituzione più vasta, denominata Parco geominerario storico ed ambientale della Sardegna, con il compito di gestire i beni immobili dismessi e tutelare la memoria del passato minerario della Sardegna.
Dopo il 1989 sono stati inoltre istituiti altri parchi regionali, non compresi nel disegno originario, ed attualmente registrati nell'elenco ufficiale del Ministero dell'ambiente:
- parco naturale regionale di Porto Conte
- parco naturale regionale Molentargius - Saline
- Parco naturale regionale di Tepilora, Sant'Anna e Rio Posada

I parchi individuati ai sensi dalla legge regionale numero 31 del 1989, ma non ancora istituiti, sono:
- il parco del Limbara
- il parco dei Sette Fratelli - Monte Genis
- il parco del Sulcis
- il parco del Marghine - Goceano
- il parco del Sinis - Montiferru
- il parco del Monte Arci
- il parco della Giara di Gesturi
- il parco del Monte Linas - Marganai

## Aree e riserve naturali marine
In Sardegna sono istituite cinque aree marine protette registrate nell'elenco ufficiale del Ministero dell'Ambiente:
- l'area marina protetta Isola dell'Asinara
- l'area naturale marina protetta Capo Caccia - Isola Piana
- l'area naturale marina protetta Tavolara - Punta Coda Cavallo
- l'area marina protetta Penisola del Sinis - Isola Mal di Ventre
- l'area naturale marina protetta Capo Carbonara

All'elenco si aggiunge inoltre il Santuario per i mammiferi marini, che si estende in una porzione del Mediterraneo, che coinvolge tre regioni italiane (Liguria, Toscana e Sardegna), la Francia e il Principato di Monaco.

## Zone umide secondo la convenzione di Ramsar
La Sardegna è caratterizzata da un rilevante numero di zone umide rappresentate da lagune e stagni costieri, di grande o piccola estensione. L'importanza naturalistica di questi ecosistemi si deve alla presenza di specie vegetali rare o endemiche e, soprattutto, alla presenza di numerose specie di uccelli, sia stanziali sia migratori. Alcune di queste aree sono inserite nella lista ufficiale della convenzione di Ramsar:
- stagno di Corru S'Ittiri - stagno di San Giovanni e di Marceddì
- stagno di Cabras
- laguna di Mistras
- stagno di Pauli Maiori
- stagno di S'Ena Arrubia
- stagno di Cagliari.

La lista delle zone umide di importanza internazionale presenti in Sardegna è completata dallo stagno di Sale 'e Porcus e dallo stagno di Molentargius, quest'ultimo compreso nell'omonimo parco naturale regionale.

## Monumenti naturali

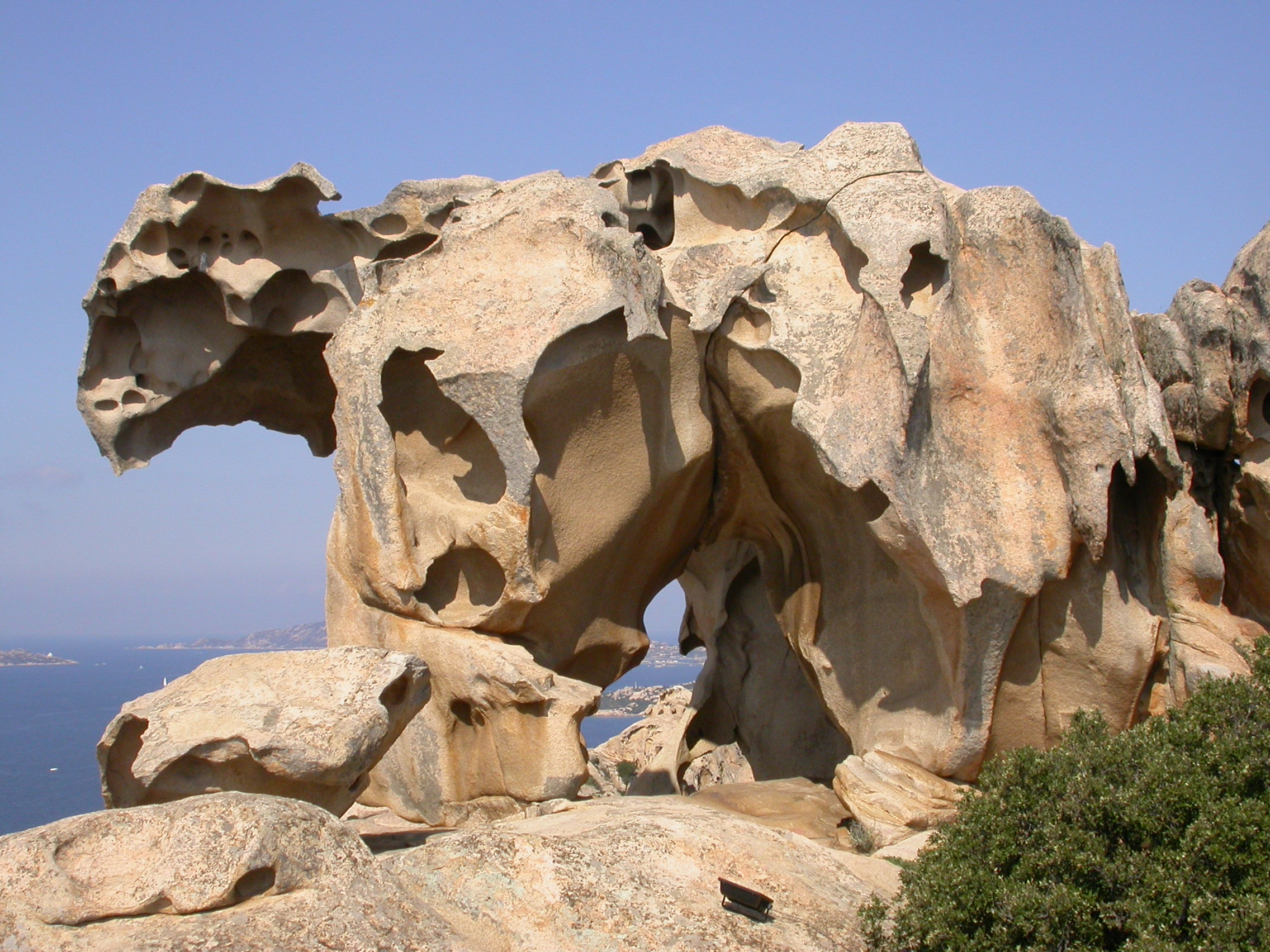
Palau - Capo d'Orso.

Numerose sono le formazioni classificate come monumenti naturali per la specificità sotto l'aspetto geologico o botanico e paesaggistico.
I siti istituiti con decreto dell'Assessorato regionale della difesa dell'ambiente della Regione Sardegna sono i seguenti:
- monumento naturale Su sterru de Olgo, località Golgo Baunei (decreto n. 3110 del 12 febbraio 1993)
- monumento naturale Domo Andesitico di Acquafredda (decreto n. 3111 del 12 febbraio 1993)
- monumento naturale Punta Caroddi Cala Goloritzè (decreto n. 3112 del 12 febbraio 1993)
- monumento naturale Pedra Longa di Baunei (decreto n. 3113 del 12 febbraio 1993)
- monumento naturale Orso di Palau (decreto n. 702 del 29 aprile 1993)
- monumento naturale S'Archittu di Santa Caterina (decreto n. 703 del 29 aprile 1993)
- monumento naturale Le Colonne (decreto n. 704 del 29 aprile 1993)
- monumento naturale Perda 'e Liana (decreto n. 705 del 29 aprile 1993)
- monumento naturale Pan di Zucchero Faraglioni di Masua (decreto n. 706 del 29 aprile 1993)
- monumento naturale Texile di Aritzo (decreto n. 707 del 29 aprile 1993)
- monumento naturale crateri vulcanici del Meilogu - Monte Annaru (decreto n. 18 del 18 gennaio 1994)
- monumento naturale Monte Pulchiana (decreto n. 19 del 18 gennaio 1994)
- monumento naturale Su Suercone (decreto n. 20 del 18 gennaio 1994)
- monumento naturale Scala di San Giorgio di Osini (decreto n. 21 del 18 gennaio 1994)
- monumento naturale Olivastri di Santa Maria Navarrese (decreto n. 22 del 18 gennaio 1994)
- monumento naturale Basalti Colonnari di Guspini (decreto n. 23 del 18 gennaio 1994)
- monumento naturale Tassi di Sos Niberos (decreto n. 24 del 18 gennaio 1994)
- monumento naturale Canal Grande di Nebida (decreto n. 35 del 21 gennaio 1997)
- monumento naturale Sorgenti di Oliena (decreto n. 845 del 5 dicembre 1998)
- monumento naturale Sa Preta Istampata (decreto n. 53 del 23 luglio 2008)
- monumento naturale S'Ortu Mannu (decreto n. 73 del 19 settembre 2008)
- monumento naturale Muru Cubeddu (decreto n. 83 del 26 settembre 2008)
- Monumento naturale di Su Carongiu de Fanai (decreto n. 23 dell'8 giugno 2012)

Solo alcuni tra i precedenti sono inclusi nell'elenco ufficiale delle aree protette del Ministero dell'ambiente e tutela del territorio e del mare.
Sono inoltre inclusi nel piano dei monumenti naturali dalla legge regionale 31/1989, ma non ancora istituiti, i seguenti siti:
- Arco dell'Angelo
- Colata basaltica su graniti di Gollei
- Valle scistosa del Rio Pardu
- Tronchi fossili di Zuri - Soddì
- Grotte litoranee di Baunei e Dorgali
- Vette dei Sette Fratelli

## Riserve naturali
- Capo Testa
- Monte Russu
- Berchida e Bidderosa

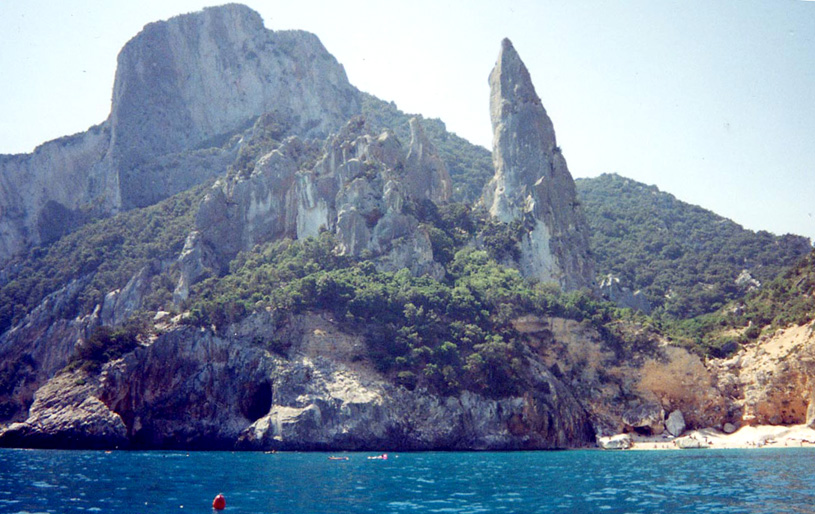
Cala Goloritzè,comune di Baunei

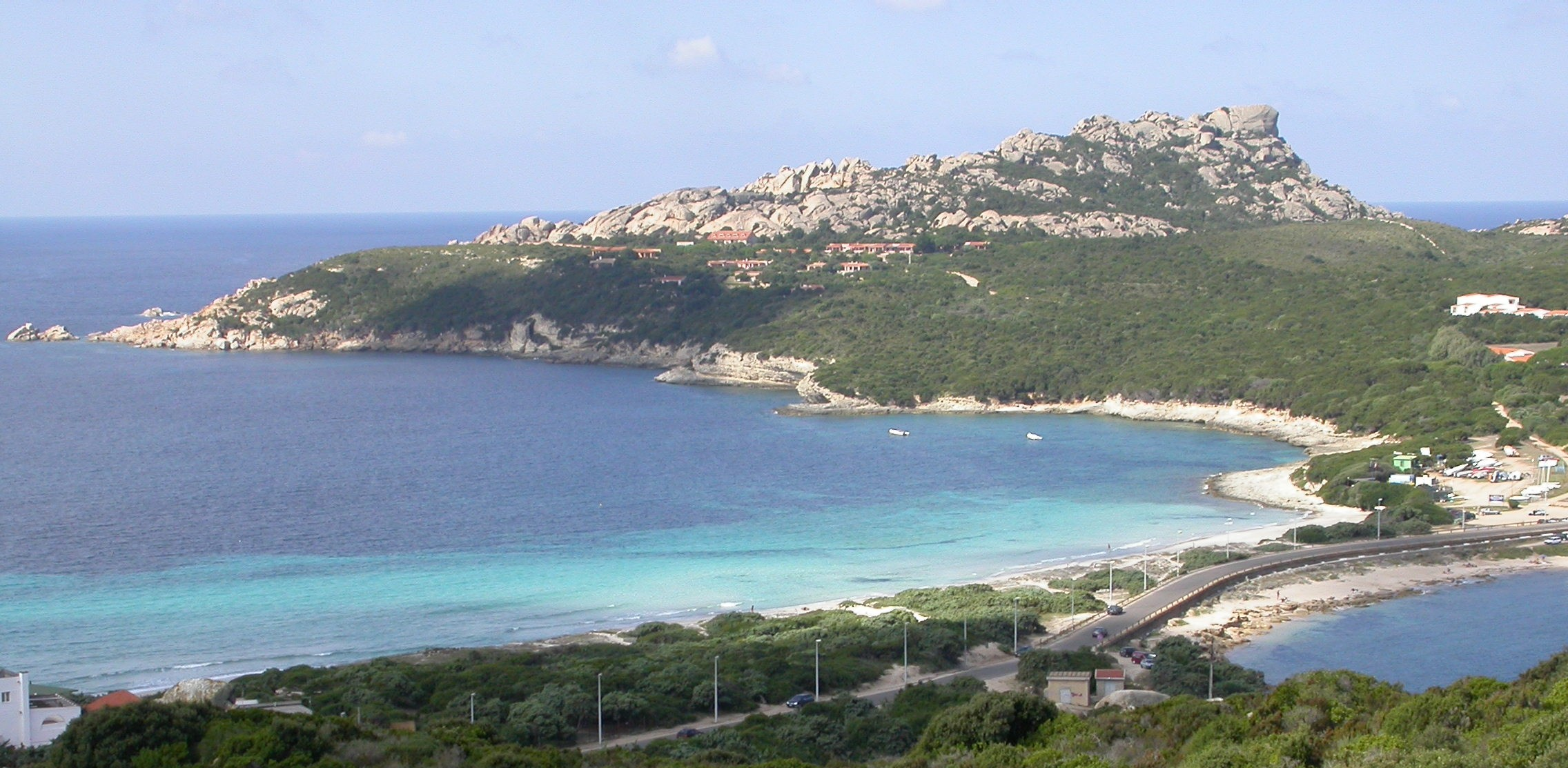
Santa Teresa di Gallura - Capo Testa.

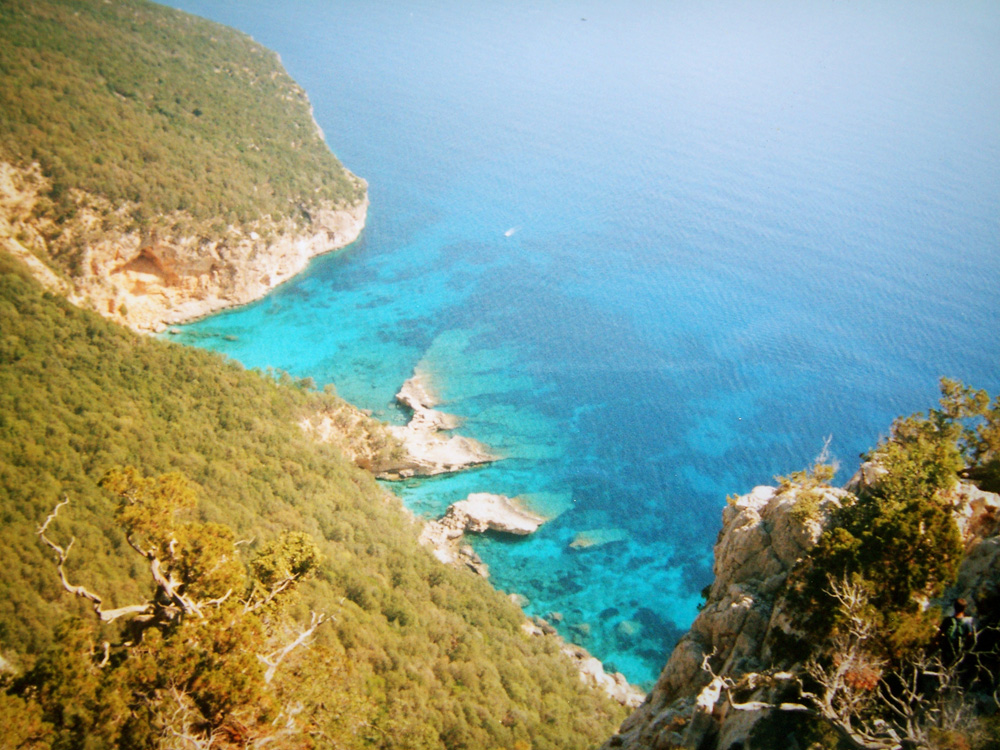
Cala Birìola,comune di Baunei

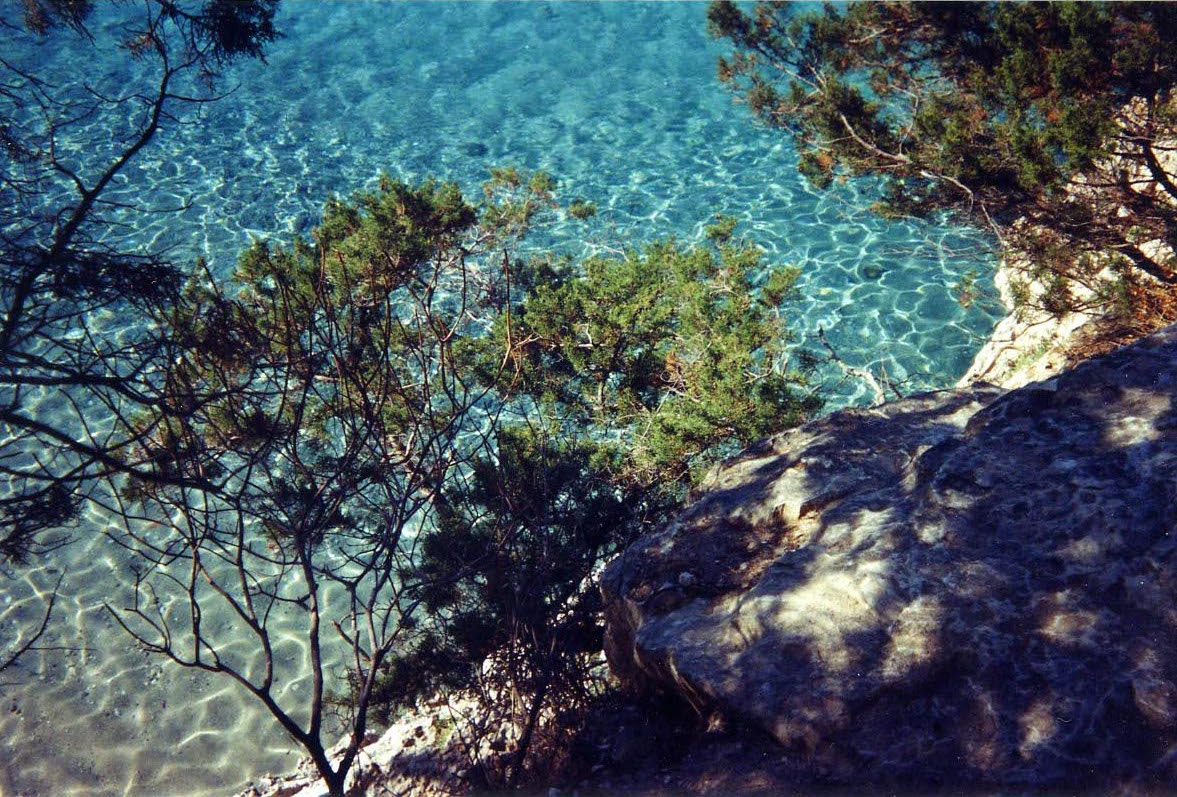
Trasparenze a Cala Luna.

- Isola Rossa di Trinità d'Agultu e Vignola
- Capo Figari e Figarolo
- Capo Falcone
- Piana dei Grandi Sassi
- Monte Pinu di Telti
- Stagno di Pilo
- Stagno di Platamona
- Ginepreto di Platamona
- Punta s'Untulzu
- Stagno di San Teodoro e Stagni di Budoni
- Monte Nieddu
- Porto Palmas e Punta Lu Caparoni
- Lago di Baratz
- Tepilora
- Stagni di Posada
- Stagno di Calich
- Monte Albo
- Monte Senes
- Capo Marrargiu
- Valle del Temo
- Monte Ortobene
- Palude di Osalla
- Corona Niedda - Capo Nieddu'e Foghe
- Isola di Mal di Ventre e Scoglio del Catalano
- Stagno di Orrì
- Monte Ferru di Tertenia
- Monte Arcuentu e Rio Piscinas
- Lago Mulargia
- Serra e'Mari
- Stagni di Murtas e S'Acqua Durci
- Capo Pecora
- Sa Praia e vecchie Foci del Flumendosa
- Spiaggia e Stagno di Colostrai
- Costa di Nebida
- Isola di San Pietro, Piana, dei Ratti, del Corno
- Punta dell'Aligia
- Barbusi
- Capo Sant'Elia
- Lago di Monte Pranu
- Stagno di Notteri
- Isola Serpentara e Isola dei Cavoli
- Porto Pino
- Isola del Toro e della Vacca
- Isola Rossa e Capo Teulada
- Capo Spartivento e Stagno di Chia
- Foresta demaniale di Montes

## Aree di rilevante interesse naturalistico
- Monte Moro di Arzachena
- Fiordo di Cugnana
- Monte Minerva di Villanova Monteleone
- Foresta Burgos
- Mularza Noa di Bolotana
- Badde Salighes
- Sant'Antonio di Macomer
- Foresta de Ispuligi de Nie
- Spiaggia di Is Aruttas
- S'Istampu e'Turrunu
- Dune di Torre dei Corsari
- Sa Spendula di Villacidro
- Foresta di Tuviois di Sinnai
- Grotte di San Giovanni
- Grotta di Santa Barbara
- Bidda Mores
- Teccu Bari Sardo

## Oasi LIPU e WWF
- Oasi di Carloforte, gestita dalla LIPU[10]
- Oasi del Monte Orriolu
- Riserva di Monte Arcosu o Oasi del Cervo e della Luna, gestita dal WWF[11] in accordo con la Fondazione Domus de Luna
- Oasi dell'Isola di Razzoli
- Oasi delle Steppe Sarde, gestita dal WWF[12]

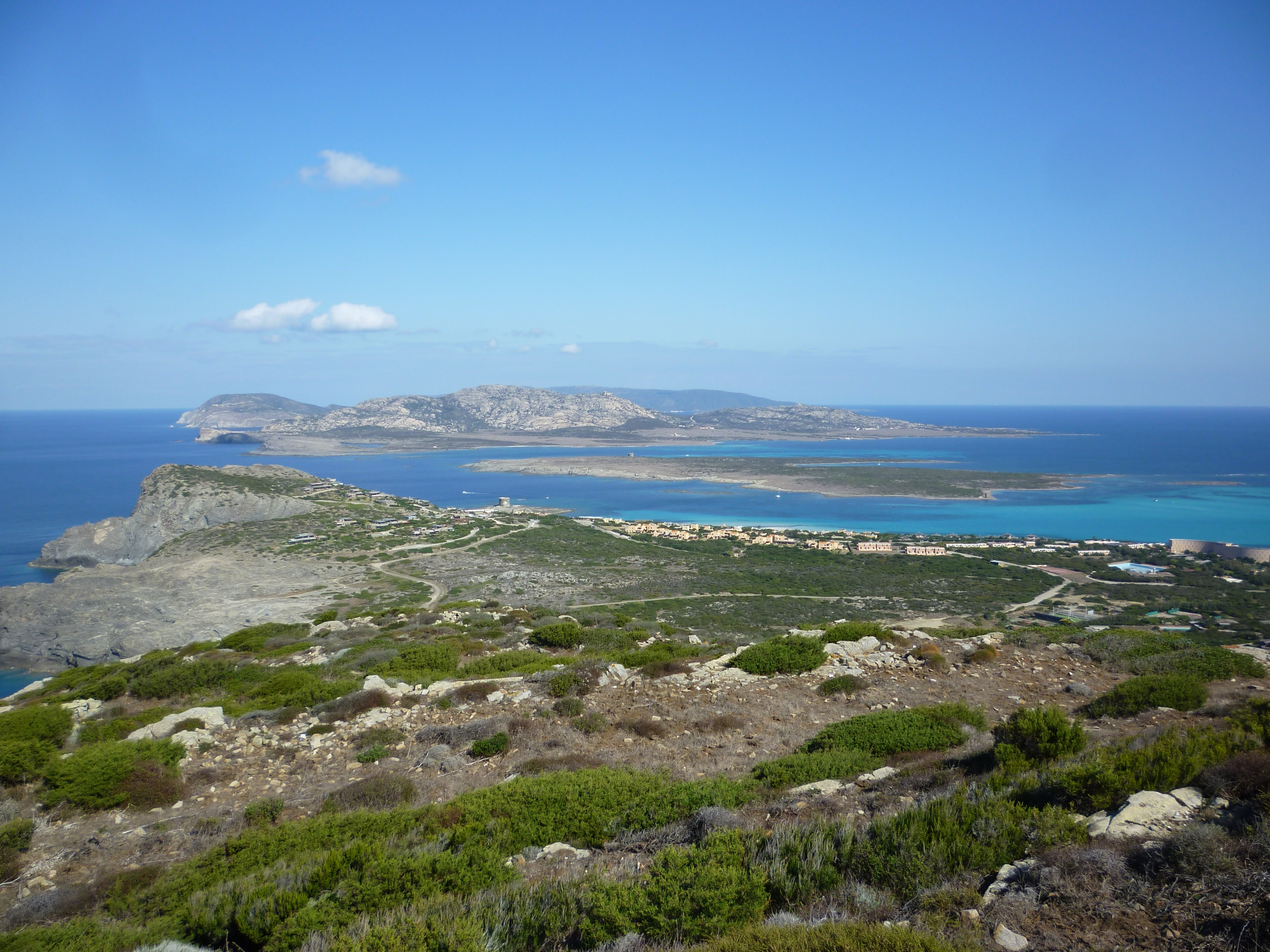
L'Asinara vista da punta Falcone

## Siti di importanza comunitaria
Sono inoltre presenti nella regione "siti di rilevante importanza in ambito CEE riferiti alla regione biogeografica mediterranea" o "siti di interesse comunitario" (SIC). Le località, definite siti di importanza comunitaria (SIC), sono state proposte sulla base del decreto ministeriale 25 marzo 2005, pubblicato sulla Gazzetta Ufficiale della Repubblica Italiana numero 157 dell'8 luglio 2005 e predisposto dal Ministero dell'Ambiente e della Tutela del Territorio e del Mare ai sensi della direttiva CEE.